# Taglio chirurgico

Varietà sul valore da 0,10 della serie "Donne nell'arte"

Il taglio chirurgico è una varietà tipica della stampa a rotocalco, consistente in una doppia riga di colore con il centro bianco, presente sui fogli nel senso della stampa, causata da un corpo estraneo tra il cilindro e la racla. La racla è una lama che elimina dal cilindro il colore in eccesso, e in caso ci siano delle impurità o un mal funzionamento qualsiasi, lascia delle righe colorate simili a striature che poi rimangono nella stampa. L'effetto che se ne ottiene è la doppia striatura di colore e al centro una parte che rimane bianca relativa all'oggetto intruso o alla parte rotta. Questa varietà è nota su molti francobolli italiani ed esteri.
Oltre alla varietà di colore, si possono avere anche dei tagli chirurgici nella fluorescenza, infatti, sempre per le stesse motivazioni, al momento di apporre ed eliminare la fluorescenza in eccesso, se ci sono dei corpi estranei o danneggiamenti, ci sarà una modifica della maschera di fluorescenza del francobollo. La maschera o le bande fluorescenti risulteranno così modificate, fino, nei casi più eclatanti, a creare dei tipi naturali di francobolli. Questa varietà è riscontrabile sui francobolli di Gran Bretagna e Canada.

Talvolta, meno evidente, un improprio taglio chirurgico può essere solo una riga di colore verticale, causato da un pelo o altra impurità che struscia sulla carta al momento della stampa. Questa varietà è particolarmente frequente sulle serie ordinarie italiane della Siracusana e dell’Italia al Lavoro, sia come riga di colore che come riga di assenza di colore. Delle due tipologie di righe, è sicuramente più rara la riga di colore.

Varietà di righe a confronto tre francobolli da 20 Lire della serie ordinaria fluorescente "Siracusana". È evidente la differenza tra la riga di colore e il taglio chirurgico vero e proprio.